# Montauban-de-Picardie
Montauban-de-Picardie là một xã ở tỉnh Somme, vùng Hauts-de-France, Pháp.
Thị trấn này tọa lạc trên đường D64, khoảng 20 dặm Anh về phía đông bắc của Amiens.

## Dân số
| 1962                                                         | 1968 | 1975 | 1982 | 1990 | 1999 |
| ------------------------------------------------------------ | ---- | ---- | ---- | ---- | ---- |
| 206                                                          | 215  | 183  | 176  | 186  | 197  |
| Số liệu điều tra dân số từ năm 1962, dân số không tính trùng |      |      |      |      |      |